# Ardeola grayii
La sgarza indiana (Ardeola grayii Sykes, 1832) è un uccello della famiglia degli Ardeidi. Specie propria del Vecchio Mondo, nidifica in Iran meridionale, Pakistan, India, Myanmar, Bangladesh e Sri Lanka. Seppur ampiamente diffusa e molto comune, può passare tranquillamente inosservata mentre tende agguati alle prede sul limitare di piccoli specchi d'acqua o perfino quando si appollaia in prossimità delle abitazioni umane. D'altro canto diviene molto evidente una volta che è in volo, poiché il bianco brillante delle ali spicca in particolar modo sulla mimetica colorazione striata oliva e marrone del corpo. Il suo mimetismo è così eccellente che può essere avvicinata fino a breve distanza prima che essa si alzi in volo, comportamento che ha fatto credere ai locali che l'animale sia dotato di una vista molto scarsa o che sia del tutto cieco.

## Descrizione

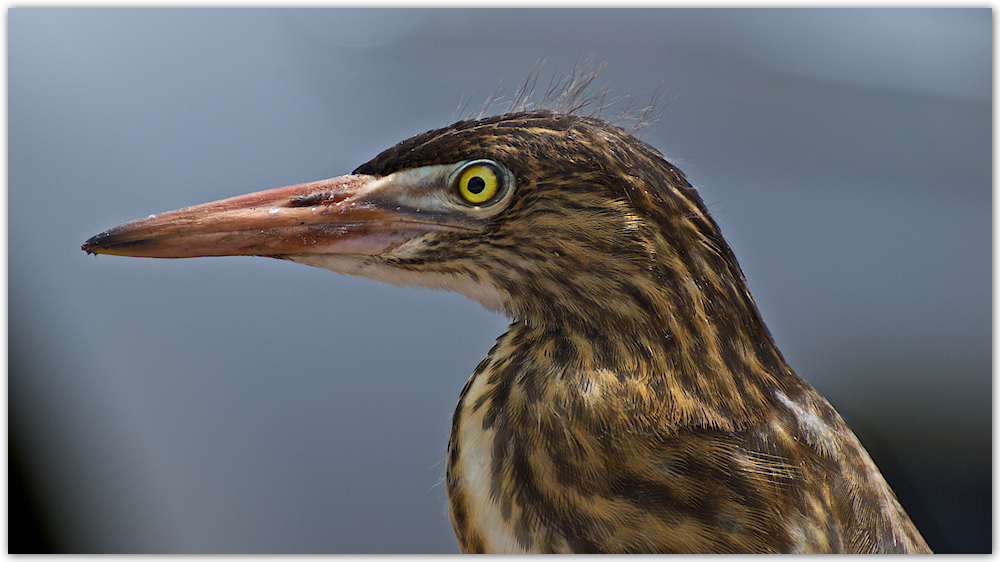
Primo piano della testa.

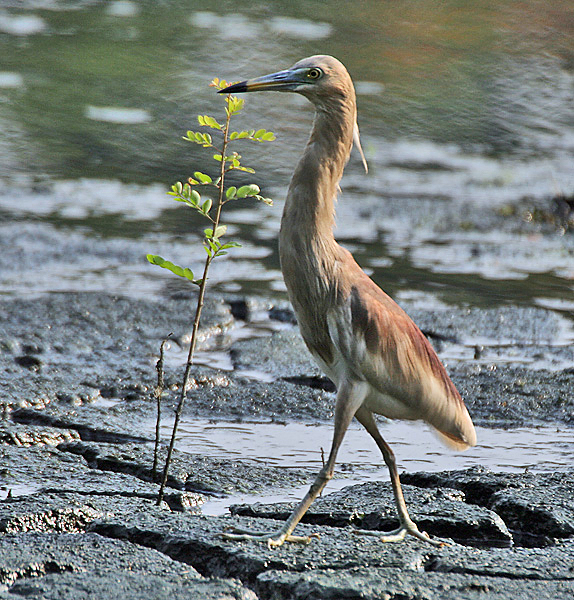
Esemplare con piumaggio riproduttivo.

A prima vista la sgarza indiana appare come un uccello tozzo con collo corto, becco breve e robusto e dorso color marrone-camoscio. In estate, gli adulti presentano lunghe piume sul collo. Il suo aspetto scialbo cambia totalmente una volta in volo, quando diviene ben evidente il bianco delle ali. È molto simile alla sgarza ciuffetto, Ardeola ralloides, ma ha il dorso di colore più scuro. A est del suo areale, viene rimpiazzata dalla sgarza della Cina, Ardeola bacchus.
Si ha testimonianza di esemplari che durante la stagione degli amori hanno le zampe rosse. Il numero ridotto di questi individui è tale che sembra probabile che questa non sia una caratteristica tipica degli adulti in epoca riproduttiva, e alcuni hanno ipotizzato che si tratti di varianti genetiche.
Sono noti anche esemplari eritristici. Taluni studiosi hanno suggerito di considerare la popolazione originaria delle Maldive come una sottospecie a parte, A. g. phillipsi, ma questa classificazione non è stata accettata dalla maggior parte degli ornitologi. La sgarza indiana forma una superspecie con tre specie a essa strettamente imparentate, la sgarza della Cina, la sgarza di Giava e la sgarza del Madagascar.
Generalmente silenziosa, può emettere un rauco gracidio quando si invola o è in prossimità del nido.
Questa specie è stata descritta per la prima volta dal colonnello W. H. Sykes nel 1832 e ricevette il proprio nome scientifico in onore di John Edward Gray. Le analisi del cariotipo hanno indicato che la sgarza della Cina, come gli altri rappresentanti del genere Ardeola, ha 68 cromosomi.

## Distribuzione e habitat
La sgarza indiana ha una distribuzione esclusivamente asiatica; il suo areale si estende dall'Iran meridionale e dalle coste settentrionali del golfo Persico, attraverso l'intero subcontinente indiano, compresi Sri Lanka, Laccadive, Maldive, Andamane e Nicobare, fino al Myanmar. La presenza della specie era stata registrata anche nel Kuwait, ma sembra che in questo Paese non venga più avvistata dal 1960.
Nella parte più orientale, il suo areale si sovrappone in certe zone a quello della sgarza della Cina, che nidifica a ovest nell'Assam e in alcune zone del Myanmar e sverna in gran parte del Myanmar e della Malaysia, e, forse, all'areale della sgarza di Giava, in poche aree del Myanmar.
Non abbiamo dati precisi per stabilire l'entità della popolazione di questa specie, ma essa è particolarmente comune in alcune parti del suo areale, in particolar modo nel subcontinente indiano, dove è uno degli uccelli acquatici più familiari. Sembra essere comune anche nel Myanmar, e il numero di esemplari sovrasta di gran lunga quello delle altre specie di sgarza presenti nel Paese.

## Biologia

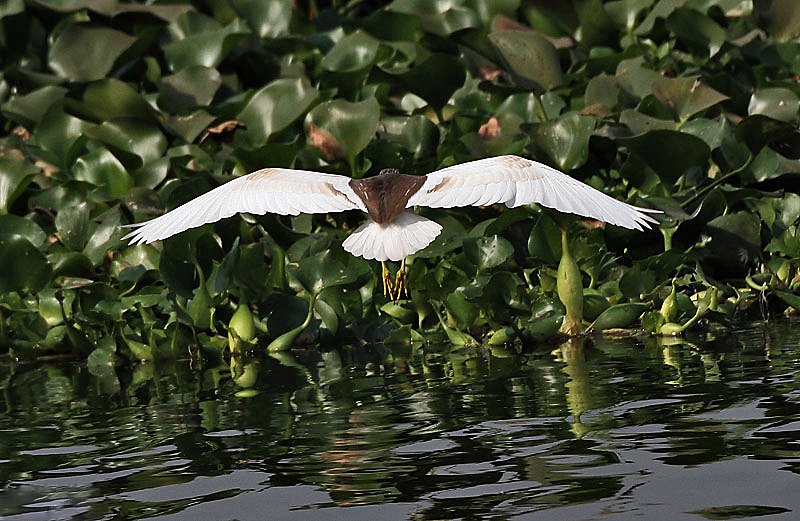
Quando si invola, appare chiaramente il bianco delle ali.

Molto comune in India, questa specie generalmente va in cerca di cibo da sola, ma talvolta più esemplari si raggruppano per alimentarsi insieme durante la stagione secca, quando nelle pozze d'acqua poco profonda vi è una maggiore concentrazione di prede. Durante la nidificazione ha abitudini semi-coloniali. Talvolta può anche frugare tra i mucchi di immondizia in cerca di nutrimento. Durante la stagione secca, può spingersi in cerca di cibo anche su prati ben irrigati o addirittura nelle aride praterie. Mentre si alimenta, è possibile avvicinarla molto, poiché si invola solo giunti a una distanza piuttosto ravvicinata. Talvolta più esemplari si aggregano su posatoi comunitari, spesso sugli alberi dei viali delle aree urbane più affollate.

### Alimentazione
La sgarza indiana va in cerca di cibo nelle aree palustri. Generalmente si alimenta sul limitare degli stagni, ma sfrutta molto anche la vegetazione galleggiante, come i giacinti d'acqua, per avere accesso ad acque più profonde. All'occasione può anche nuotare nell'acqua o pescare mentre è in volo e atterrare in acque profonde. Alcuni esemplari sono stati visti anche catturare in volo pesci che saltavano fuori dall'acqua
. Talvolta, vola a bassa quota a pelo d'acqua per spingere rane e pesci a riva prima di prendere posizione sulla riva.
La dieta principale di questa specie comprende crostacei, insetti acquatici, pesci, girini e, talvolta, sanguisughe (Herpobdelloides sp.). Al di fuori delle zone umide, questi ardeidi si cibano di insetti (compresi grilli, libellule e api), pesci (Barilius sp., che costituiscono una parte importante della dieta, come dimostrato in uno studio effettuato a Chandigarh) e anfibi.

### Riproduzione

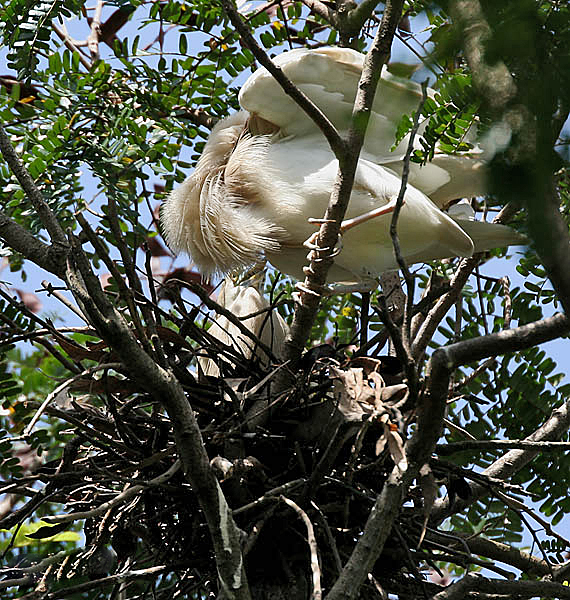
Coppia presso il nido a Calcutta (Bengala Occidentale).

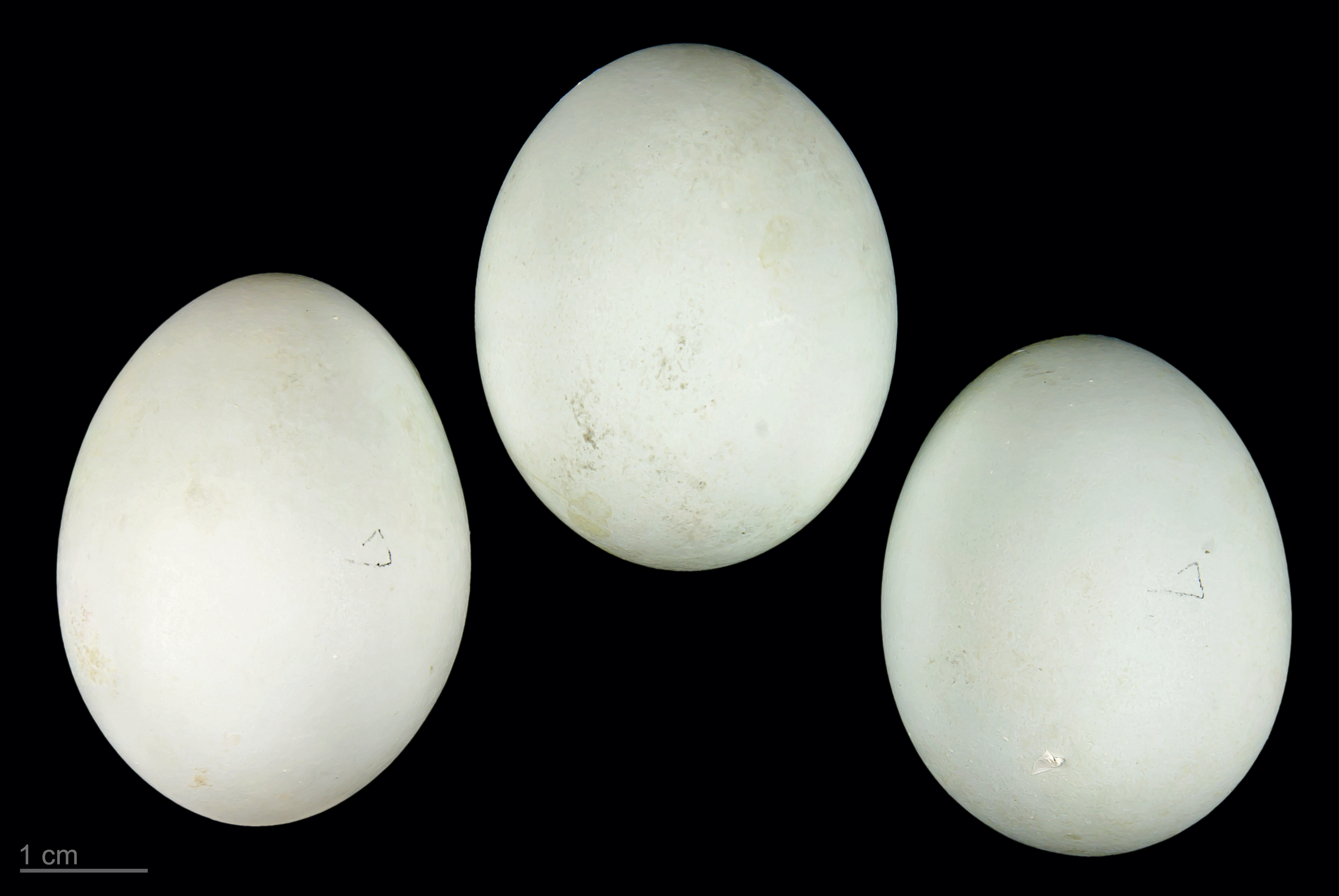
Campione museale di uova di Ardeola grayii

La stagione degli amori ha luogo prima dell'arrivo del monsone. La sgarza indiana nidifica in piccole colonie, spesso in compagnia di altri uccelli limicoli, generalmente su piattaforme fatte di ramoscelli su alberi o arbusti. La maggior parte dei nidi viene costruita a circa 9–10 m di altezza su grandi alberi frondosi. Cercare il materiale per il nido è compito del maschio, mentre la femmina si occupa della sua costruzione. Vengono deposte da tre a cinque uova. La schiusa delle uova è asincrona e avviene dopo 18-24 giorni. I piccoli vengono nutriti da entrambi i genitori. La dieta dei pulcini è costituita principalmente da pesci. I siti per la nidificazione che non vengono disturbati possono essere riutilizzati un anno dopo l'altro.

### Movimenti
Spostamenti notturni di sgarze indiane sono stati notati lungo la costa nei pressi di Chennai.

### Nemici
La sgarza indiana ha pochi predatori, ma gli esemplari feriti possono cadere vittima degli uccelli da preda.
In esemplari appartenenti a questa specie sono stati isolati un tipo di Arbovirus «Balagodu», dei trematodi e altri parassiti. Anticorpi per l'encefalite giapponese e il virus del Nilo occidentale sono stati individuati in sgarze e aironi guardabuoi dell'India meridionale. Tracce di metalli pesanti acquisiti dopo aver mangiato in acque inquinate possono concentrarsi in particolar modo nelle piume della coda.

## Rapporti con l'uomo

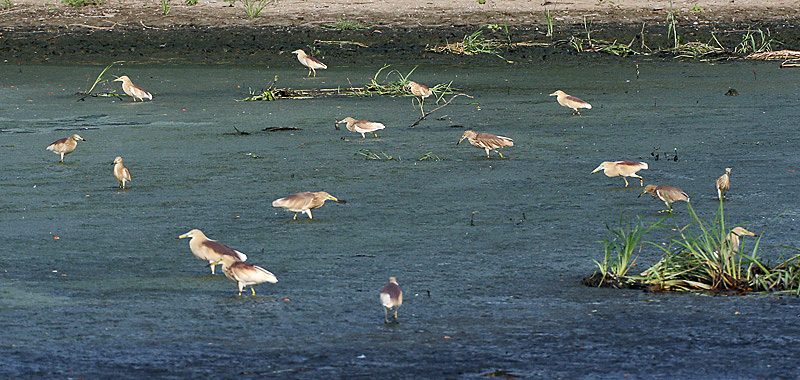
Sgarze in uno stagno semiprosciugato.

L'abitudine di rimanere immobile e di alzarsi in volo solo all'ultimo momento ha portato alla credenza popolare ampiamente diffusa che la sgarza indiana sia mezza cieca, così come suggeriscono molti nomi con i quali la specie è nota presso i locali. Nello Sri Lanka questo uccello viene chiamato kana koka, che in singalese significa «airone mezzo cieco». Il termine bagla bhagat, invece, viene utilizzato per indicare un «lupo vestito da agnello» o un airone che appare immobile come un santo in meditazione.